# Il Venerdì di Repubblica
Il Venerdì di Repubblica (conosciuto anche come Il Venerdì) è un supplemento settimanale de la Repubblica, nato nel 1987 ad opera di Giorgio Dell'Arti, che si occupa di cronaca, cultura, politica e attualità. Esce ogni venerdì in abbinamento obbligatorio con il quotidiano.
Nella rivista è compresa una guida (I programmi delle tivù, precedentemente Televenerdì) a tutti i programmi televisivi (in chiaro, digitale terrestre, satellitare) della settimana.

## Autori di rubriche fisse
- Altan (vignetta settimanale)
- Michele Serra ("Per posta") 2007-2025
- Massimo Giannini ("Per posta")
- Natalia Aspesi ("Questioni di cuore")
- Filippo Ceccarelli (“Indizi neurovisivi”)
- Diego Bianchi ("Il sogno di Zoro")
- Massimo Bucchi (“Sottovuoto”)
- Piero Ottone ("Vizi & virtù")
- Stefano Bartezzaghi ("Lessico e nuvole")
- Tomaso Montanari (“L’ora d’arte”)
- Mauro Biani ("Taglio alto")
- Corrado Augias ("La mia Babele")
- Dario Vergassola ("C'è vita sulla Terra?")
- Loretta Napoleoni ("Follow the money")
- Pietro Veronese ("Follow the people")
- Filippo Di Giacomo ("Cronache Celesti")
- Antonella Barina ("Noi e gli altri")
- Marino Niola ("Miti d'oggi")
- Jaime D'Alessandro ("Playground")
- Rossella Sleiter ("Natura")
- Gianni Mura e Paola Mura ("Mangia e bevi")
- Valerio Berruti ("Automotori")
- Laura Laurenzi ("Che bellezza")
- Horus ("Oroscopo")
- Brunella Schisa ("Libri")
- Irene Bignardi ("Zoom")
- Giovanni Gavezzeni ("Musica per camaleonti")
- Antonio Dipollina ("Smartcard")
- Carlo Ciavoni ("Altre onde")
- Daria Galateria ("Vite parallele")
- Enrico Deaglio ("Annali")
- Claudia Arletti ("Bioritmi")
- Vittorio Lingiardi ("Psycho")
- Chef Kumalé ("Cucine del mondo")

In passato la critica televisiva fu curata da Beniamino Placido. Eugenio Scalfari tenne per molti anni una rubrica dove rispondeva alle lettere dei lettori; dall'autunno 2007 a rispondere alle missive è stato poi Michele Serra, cui nel marzo 2025 è subentrato Massimo Giannini. Giorgio Bocca scrisse per anni la rubrica "Fatti nostri" fino al 2011, anno della sua morte. Attilio Giordano, caporedattore del settimanale, ne divenne il direttore nel 2010 sino alla morte nel luglio 2016; nell'ottobre 2015 la rivista ha rinnovato la grafica.